# Hypolimnas dinarcha
Hypolimnas dinarcha är en fjärilsart som beskrevs av William Chapman Hewitson 1865. Hypolimnas dinarcha ingår i släktet Hypolimnas och familjen praktfjärilar. Inga underarter finns listade i Catalogue of Life.

## Bildgalleri

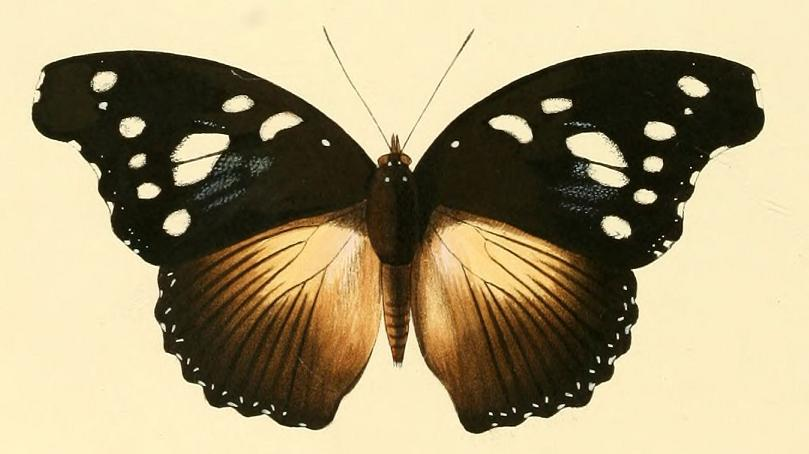
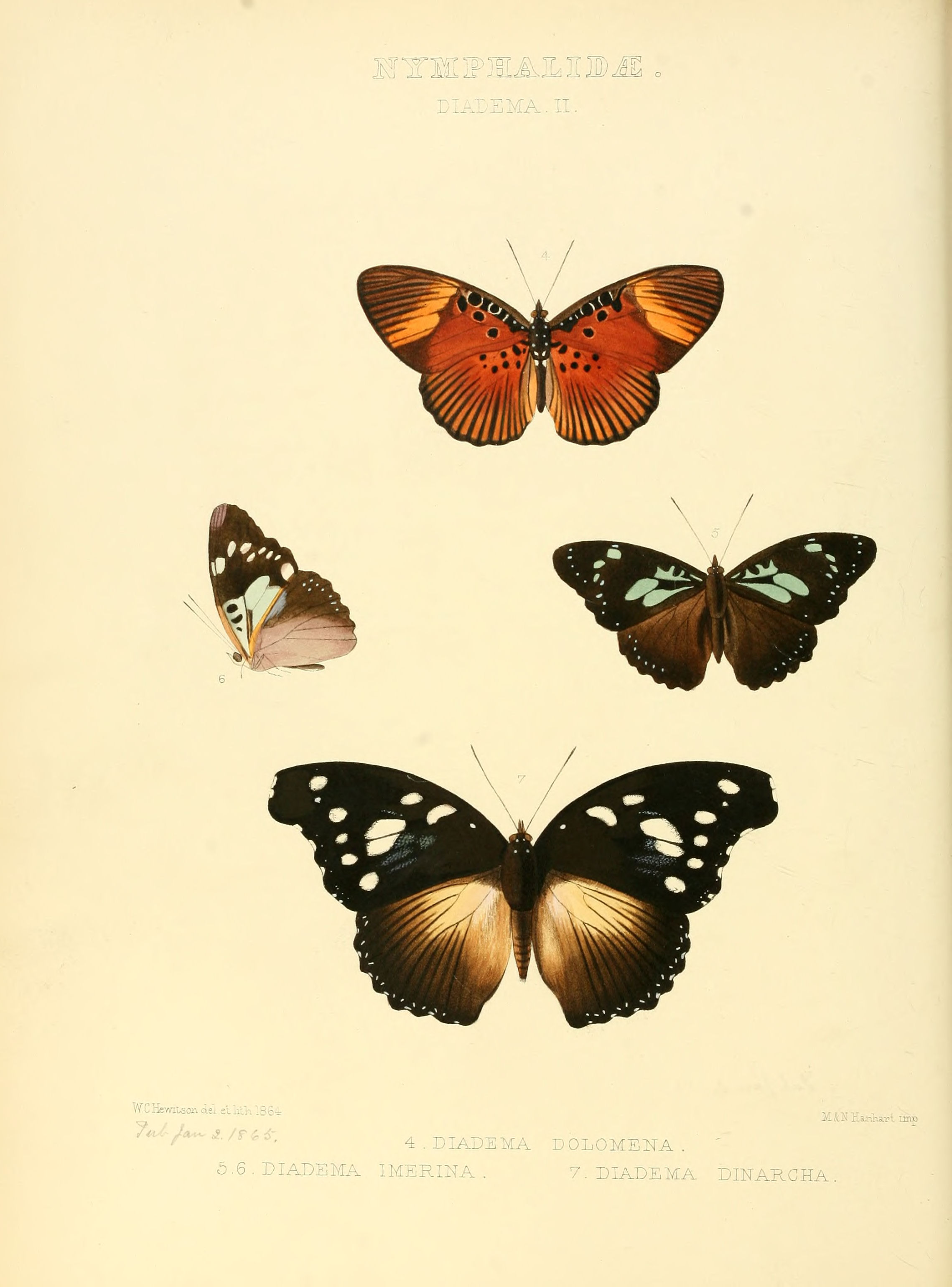